# César Huerta
César Saúl Huerta Valera, noto semplicemente come César Huerta (Guadalajara, 3 dicembre 2000), è un calciatore messicano, attaccante dell'Anderlecht e della nazionale messicana.

## Caratteristiche tecniche
È una seconda punta.

## Carriera

### Club
Cresciuto nel settore giovanile del Guadalajara, ha debuttato in prima squadra l'11 novembre 2018 disputando l'incontro di Liga MX vinto 1-0 contro il León. Il 18 dicembre seguente, dopo aver preso parte al Mondiale per club, è stato ceduto in prestito allo Zacatepec, dove un mese dopo ha trovato la sua prima rete in carriera aprendo le marcature dell'incontro poi perso 3-2 contro l'Atlante dopo un solo minuto di gioco. Dopo 17 presenze e 4 gol segnati ha fatto rientro al Chivas che lo ha inizialmente confermato in prima squadra seppur schierandolo di rado in campo.
Il 4 gennaio 2020 è stato girato nuovamente in prestito, questa volta al Monarcas Morelia nella massima divisione. Dopo il cambio di proprietà che ha portato il club giallorosso al trasferimento nella città di Mazatlán, è entrato a far parte della rosa del neonato Mazatlán Fútbol Club. Il 28 luglio 2020 ha segnato il suo primo gol in Liga MX nel corso dal match perso 4-1 contro il Puebla, diventando di fatto il primo marcatore nella storia del club appena fondato.

### Nazionale
Ha giocato nella nazionale messicana Under-17.
Il 9 settembre 2023 esordisce in nazionale maggiore nell'amichevole pareggiata 2-2 contro l'Australia in cui ha realizzato un gol.

## Statistiche
Statistiche aggiornate al 24 giugno 2025.

### Presenze e reti nei club
| Stagione           | Squadra            | Campionato         | Campionato | Campionato | Coppe nazionali | Coppe nazionali | Coppe nazionali | Coppe continentali | Coppe continentali | Coppe continentali | Altre coppe | Altre coppe | Altre coppe | Totale | Totale | Totale |
| Stagione           | Squadra            | Comp               | Pres       | Reti       | Comp            | Pres            | Reti            | Comp               | Pres               | Reti               | Comp        | Pres        | Reti        | Pres   | Reti   |        |
| ------------------ | ------------------ | ------------------ | ---------- | ---------- | --------------- | --------------- | --------------- | ------------------ | ------------------ | ------------------ | ----------- | ----------- | ----------- | ------ | ------ | ------ |
| 2018-gen. 2019     | Guadalajara        | LMX                | 1          | 0          | CM              | 0               | 0               |                    | -                  | -                  | Cmc         | 0           | 0           | 1      | 0      |        |
| gen.-giu. 2019     | Zacatepec          | LDA                | 13         | 4          | CM              | 4               | 2               |                    | -                  | -                  |             | -           | -           | 17     | 6      |        |
| 2019-gen. 2020     | Guadalajara        | LMX                | 5          | 0          | CM              | 4               | 0               |                    | -                  | -                  |             | -           | -           | 9      | 0      |        |
| gen.-giu. 2020     | Monarcas Morelia   | LMX                | 6          | 0          | CM              | 4               | 0               |                    | -                  | -                  |             | -           | -           | 10     | 0      |        |
| lug.-dic. 2020     | Mazatlán           | LMX                | 17         | 3          |                 | -               | -               |                    | -                  | -                  |             | -           | -           | 17     | 3      |        |
| gen.-giu. 2021     | Guadalajara        | LMX                | 9          | 0          |                 | -               | -               |                    | -                  | -                  |             | -           | -           | 9      | 0      |        |
| 2021-2022          | Guadalajara        | LMX                | 20         | 1          |                 | -               | -               |                    | -                  | -                  |             | -           | -           | 20     | 1      |        |
| Totale Guadalajara | Totale Guadalajara | Totale Guadalajara | 35         | 1          |                 | 4               | 0               |                    | -                  | -                  |             | -           | -           | 39     | 1      |        |
| 2022-2023          | Pumas UNAM         | LMX                | 26         | 2          |                 | -               | -               |                    | -                  | -                  |             | -           | -           | 26     | 2      |        |
| 2023-2024          | Pumas UNAM         | LMX                | 37         | 11         |                 | -               | -               |                    | -                  | -                  |             | -           | -           | 37     | 11     |        |
| 2024-gen. 2025     | Pumas UNAM         | LMX                | 17         | 5          |                 | -               | -               |                    | -                  | -                  |             | -           | -           | 17     | 5      |        |
| Totale Pumas UNAM  | Totale Pumas UNAM  | Totale Pumas UNAM  | 80         | 18         |                 | -               | -               |                    | -                  | -                  |             | -           | -           | 80     | 18     |        |
| gen.-giu. 2025     | Anderlecht         | D1                 | 17         | 3          | CB              | 2               | 0               | UEL                | 2                  | 0                  |             | -           | -           | 21     | 3      |        |
| Totale carriera    | Totale carriera    | Totale carriera    | 168        | 29         |                 | 14              | 2               |                    | 2                  | 0                  |             | 0           | 0           | 184    | 31     |        |

### Cronologia presenze e reti in nazionale
| Cronologia completa delle presenze e delle reti in nazionale ― Messico | Cronologia completa delle presenze e delle reti in nazionale ― Messico | Cronologia completa delle presenze e delle reti in nazionale ― Messico | Cronologia completa delle presenze e delle reti in nazionale ― Messico | Cronologia completa delle presenze e delle reti in nazionale ― Messico | Cronologia completa delle presenze e delle reti in nazionale ― Messico | Cronologia completa delle presenze e delle reti in nazionale ― Messico | Cronologia completa delle presenze e delle reti in nazionale ― Messico |
| Data                                                                   | Città                                                                  | In casa                                                                | Risultato                                                              | Ospiti                                                                 | Competizione                                                           | Reti                                                                   | Note                                                                   |
| ---------------------------------------------------------------------- | ---------------------------------------------------------------------- | ---------------------------------------------------------------------- | ---------------------------------------------------------------------- | ---------------------------------------------------------------------- | ---------------------------------------------------------------------- | ---------------------------------------------------------------------- | ---------------------------------------------------------------------- |
| 10-9-2023                                                              | Arlington                                                              | Messico                                                                | 2 – 2                                                                  | Australia                                                              | Amichevole                                                             | 1                                                                      | 60’                                                                    |
| 12-9-2023                                                              | Atlanta                                                                | Messico                                                                | 3 – 3                                                                  | Uzbekistan                                                             | Amichevole                                                             | -                                                                      | 77’                                                                    |
| 15-10-2023                                                             | Charlotte                                                              | Messico                                                                | 2 – 0                                                                  | Ghana                                                                  | Amichevole                                                             | -                                                                      | 62’                                                                    |
| 18-10-2023                                                             | Filadelfia                                                             | Messico                                                                | 2 – 2                                                                  | Germania                                                               | Amichevole                                                             | -                                                                      | 81’                                                                    |
| 21-11-2023                                                             | Città del Messico                                                      | Messico                                                                | 2 – 0 dts (4 - 2 dtr)                                                  | Honduras                                                               | CONCACAF Nations League 2022-2023 - Quarti di finale                   | -                                                                      | 57’                                                                    |
| 17-12-2023                                                             | Città del Messico                                                      | Messico                                                                | 2 – 3                                                                  | Colombia                                                               | Amichevole                                                             | -                                                                      |                                                                        |
| 6-6-2024                                                               | Commerce City                                                          | Messico                                                                | 0 – 4                                                                  | Uruguay                                                                | Amichevole                                                             | -                                                                      | 55’                                                                    |
| 9-6-2024                                                               | College Station                                                        | Messico                                                                | 2 – 3                                                                  | Brasile                                                                | Amichevole                                                             | -                                                                      | 89’                                                                    |
| 26-6-2024                                                              | Inglewood                                                              | Venezuela                                                              | 1 – 0                                                                  | Messico                                                                | Coppa America 2024 - 1°turno                                           | -                                                                      | 73’                                                                    |
| 30-6-2024                                                              | Glendale                                                               | Messico                                                                | 0 – 0                                                                  | Ecuador                                                                | Coppa America 2024 - 1°turno                                           | -                                                                      | 67’                                                                    |
| 7-9-2024                                                               | Pasadena                                                               | Messico                                                                | 3 – 0                                                                  | Nuova Zelanda                                                          | Amichevole                                                             | 1                                                                      | 52’                                                                    |
| 10-9-2024                                                              | East Rutherford                                                        | Canada                                                                 | 0 – 0                                                                  | Messico                                                                | Amichevole                                                             | -                                                                      | 26’ 83’                                                                |
| 15-10-2024                                                             | Guadalajara                                                            | Messico                                                                | 2 – 0                                                                  | Stati Uniti                                                            | Amichevole                                                             | 1                                                                      | 68’                                                                    |
| 15-11-2024                                                             | San Pedro Sula                                                         | Honduras                                                               | 2 – 0                                                                  | Messico                                                                | CONCACAF Nations League 2024-2025 - Quarti di finale                   | -                                                                      | 18’                                                                    |
| 19-11-2024                                                             | Toluca                                                                 | Messico                                                                | 4 – 0                                                                  | Honduras                                                               | CONCACAF Nations League 2024-2025 - Quarti di finale                   | -                                                                      | 66’                                                                    |
| 20-3-2025                                                              | Inglewood                                                              | Canada                                                                 | 0 – 2                                                                  | Messico                                                                | CONCACAF Nations League 2024-2025 - Semifinale                         | -                                                                      | 54’                                                                    |
| 23-3-2025                                                              | Inglewood                                                              | Messico                                                                | 2 – 1                                                                  | Panama                                                                 | CONCACAF Nations League 2024-2025 - Finale                             | -                                                                      | 64’                                                                    |
| 7-6-2025                                                               | Salt Lake City                                                         | Messico                                                                | 2 – 4                                                                  | Svizzera                                                               | Amichevole                                                             | -                                                                      | 68’ 73’                                                                |
| 10-6-2025                                                              | Chapel Hill                                                            | Messico                                                                | 1 – 0                                                                  | Turchia                                                                | Amichevole                                                             | -                                                                      | 62’                                                                    |
| 14-6-2025                                                              | Inglewood                                                              | Messico                                                                | 3 – 2                                                                  | Rep. Dominicana                                                        | Gold Cup 2025 - 1°turno                                                | -                                                                      | 83’                                                                    |
| 18-6-2025                                                              | Arlington                                                              | Suriname                                                               | 0 – 2                                                                  | Messico                                                                | Gold Cup 2025 - 1° turno                                               | -                                                                      | 72’                                                                    |
| 22-6-2025                                                              | Paradise                                                               | Messico                                                                | 0 – 0                                                                  | Costa Rica                                                             | Gold Cup 2025 - 1° turno                                               | -                                                                      | 75’                                                                    |
| 2-7-2025                                                               | Santa Clara                                                            | Messico                                                                | 1 – 0                                                                  | Honduras                                                               | Gold Cup 2025 - Semifinale                                             | -                                                                      | 71’                                                                    |
| 6-7-2025                                                               | Houston                                                                | Stati Uniti                                                            | 1 – 2                                                                  | Messico                                                                | Gold Cup 2025 - Finale                                                 | -                                                                      | 87’                                                                    |
| Totale                                                                 |                                                                        | Presenze                                                               | 24                                                                     |                                                                        | Reti                                                                   | 3                                                                      |                                                                        |

## Palmarès

### Nazionale
- CONCACAF Nations League: 1

2024-2025
- Gold Cup: 1

2025